# Pedro (1997)
Pedro Guilherme Abreu dos Santos (* 20. června 1997), známý jako Pedro, je brazilský fotbalista, který hraje jako útočník za brazilský prvoligový klub Flamengo a brazilskou reprezentaci.
Svou kariéru začal ve Fluminense. V roce 2019 podepsal smlouvu s italskou Fiorentinou, za klub ale odehrál pouze několik zápasů a byl poslán na hostování do Flamenga, kam poté přestoupil natrvalo. S Flamengem vyhrál Campeonato Brasileiro Série A, Copa do Brasil, Copa Libertadores a dva Campeonato Carioca. Byl nejlepším střelcem Mistrovství světa klubů 2022.
Hrál za reprezentaci do 23 let, v listopadu 2020 debutoval za seniorskou reprezentaci. Byl součástí brazilského týmu na Mistrovství světa ve fotbale 2022.